# Agylla albotestacea
Agylla albotestacea är en fjärilsart som beskrevs av Rothschild 1912. Agylla albotestacea ingår i släktet Agylla och familjen björnspinnare. Inga underarter finns listade i Catalogue of Life.